# Agnes Dürer

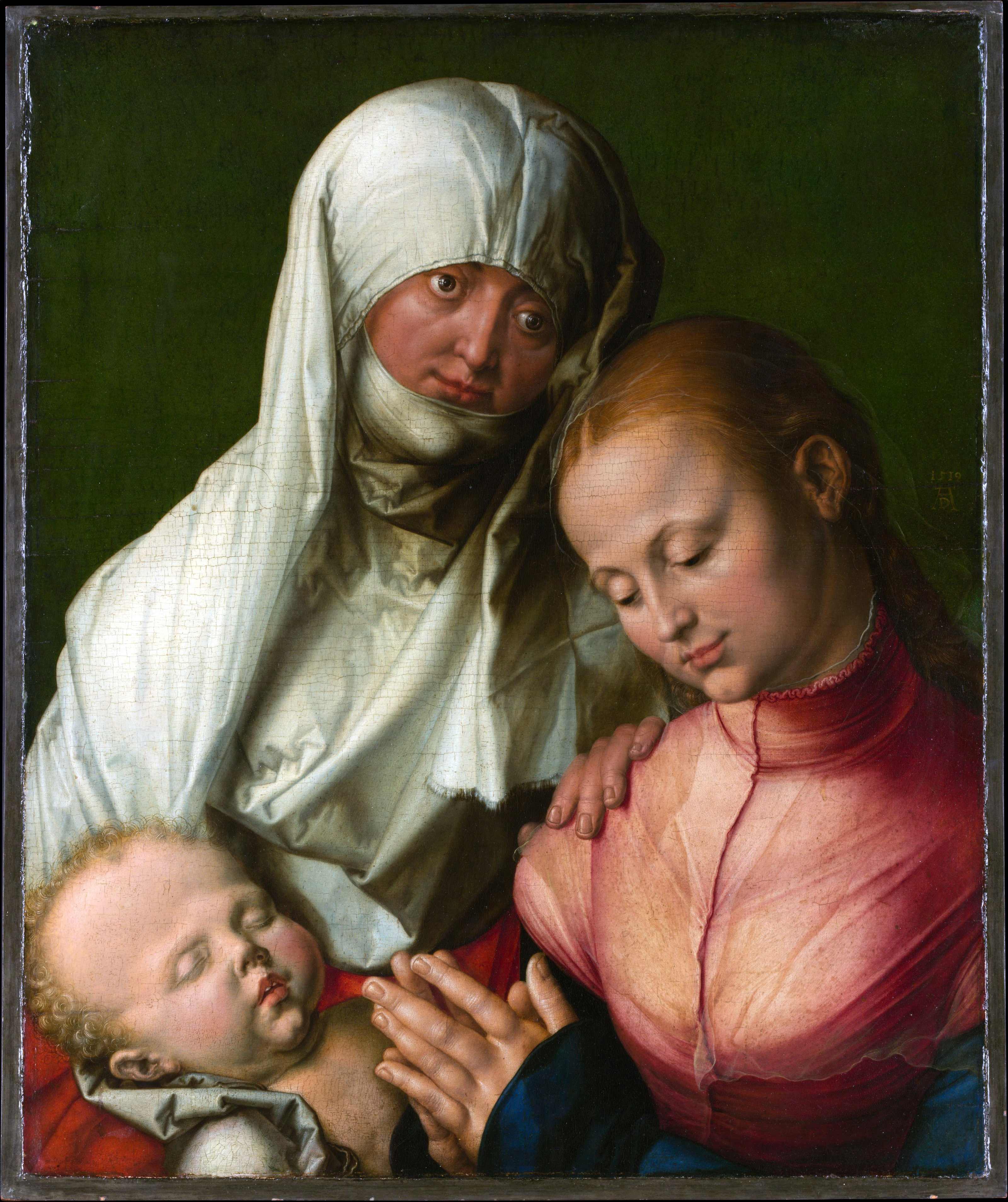
A Virgem e o Menino com Santa Ana, 1519, Metropolitan Museum of Art, Nova York. Agnes Dürer foi modelo para Ana (com lenço na cabeça)

Agnes Dürer, nascida Frey, (1475, Nuremberg — 1539, Nuremberg) era a esposa do artista alemão Albrecht Dürer. Ao longo do seu casamento, que não gerou filhos, ela foi retratada diversas vezes por Dürer.
Agnes Dürer era filha do latoeiro e fabricante de alaúde Hans Frey e de sua esposa Anna, uma membra da família patrícia Rummel.

## Casamento com Albrecht Dürer
Em 7 de julho de 1494 Agnes se casou com Albrecht Dürer, que foi forçado por seus pais a interromper seu Grand Tour pela Europa para que pudesse casar-se com ela. Segundo a crônica familiar, ela tinha um dote de 200 florins.
O primeiro retrato conhecido de Agnes por seu marido foi feito em 1494. Agnes era majoritariamente responsável pela venda dos desenhos de Dürer. Eles visitavam feiras regularmente para tentarem vender suas gravuras; mas normalmente vendiam os trabalhos na feira semanal de Nuremberg. Suas participações em feiras de Leipzig e Frankfurt também são documentadas.
Durante a segunda viagem de Albrecht Dürer à Itália, ela tomou conta da oficina. Nos anos 1520 e 1521 o casal viajou à Holanda. Seu último retrato conhecido, que foi pintado pelo marido no seu aniversário de 27 anos de casamento, foi feito nesse período. 
O casamento permaneceu sem filhos, com o nome da família de Dürer morrendo em Albrecht. O matrimônio não foi inteiramente feliz, como indicado em cartas de Albrecht Dürer à Willibald Pirckheimer com um tom extremamente áspero. Ele a chamou de corva velha e outros nomes vulgares. Pirckheimer também não fez segredo em relação à sua apatia para com Agnes, a chamando de "megera avarenta com uma língua amarga", e que "ajudou na morte prematura de Dürer." Um autor acredita que Dürer poderia ser bissexual, se não homossexual, devido a diversos de seus trabalhos contendo temas de desejo homossexual, assim como a natureza íntima de sua correspondência com certos amigos próximos.

Após a morte de seu marido (ela era a única herdeira), Agnes Dürer continuou a vender seus trabalhos. Isso foi confirmado por Carlos V do Sacro Império Romano-Germânico em 1528 por sua compra do livro ilustrado de Dürer A Proporção Humana. Ela morreu em 1539 em Nuremberg.

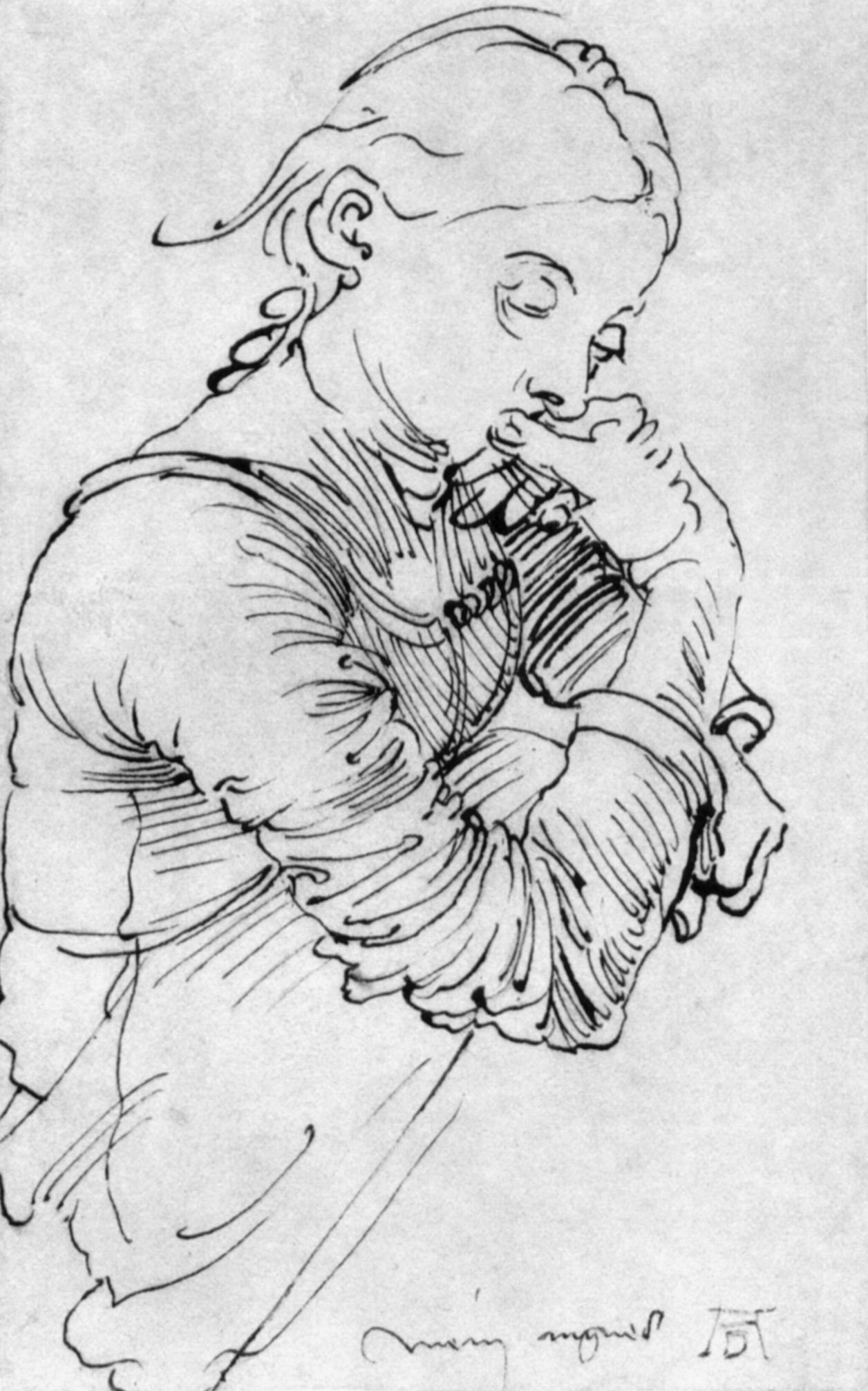
Minha Agnes, desenho de Albrecht Dürer, 1494